# Jeanne d'Arc (Roberton)
Pour les articles homonymes, voir Jeanne d'Arc (homonymie).
Jeanne d'Arc (ou Jeanne au sacre) est une statue d'Adolphe Roberton, dont de nombreux exemplaires sont érigés en France dans l'espace public.

## Caractéristiques
Il s'agit d'une statue en ronde-bosse représentant Jeanne d'Arc debout en armure, pied droit en avant, sa main gauche est posée sur sa poitrine, au niveau du cœur. Elle porte une épée dans son fourreau contre son flan gauche. Elle tient dans sa main droite un étendard dont la hampe repose au sol à côté de son pied droit. Un casque est posé au sol derrière son pied droit.
L'œuvre est une création d'Adolphe Roberton, sculpteur français de la fin du XIXe siècle. Elle est éditée à plusieurs dizaines d'exemplaires, essentiellement en fonte, parfois de façon posthume (Roberton est mort en 1899). Dans de nombreux cas, la statue est placée au sommet de monuments aux morts.

## Éditions
La liste suivante, non exhaustive, recense les éditions de la statue.

### France
Les monuments sont classés par ordre alphabétique de région. Au sein de celles-ci, par ordre alphabétique de départements et, au sein de ceux-ci, par ordre alphabétique de communes.
| Commune                      | Département             | Région                     | Lieu                                                                        | Notes                     | Coordonnées                   | Photo |
| ---------------------------- | ----------------------- | -------------------------- | --------------------------------------------------------------------------- | ------------------------- | ----------------------------- | ----- |
| Arlebosc                     | Ardèche                 | Auvergne-Rhône-Alpes       |                                                                             | Monument aux morts        | 45° 02′ 10″ N, 4° 39′ 08″ E   |       |
| Bozas                        | Ardèche                 | Auvergne-Rhône-Alpes       | Contre l'église Saint-Pierre                                                | Monument aux morts        | 45° 03′ 21″ N, 4° 39′ 02″ E   |       |
| Cros-de-Géorand              | Ardèche                 | Auvergne-Rhône-Alpes       |                                                                             | Monument aux morts        | 44° 47′ 33″ N, 4° 07′ 36″ E   |       |
| Quintenas                    | Ardèche                 | Auvergne-Rhône-Alpes       | Place de l'Église                                                           |                           | 45° 11′ 21″ N, 4° 41′ 14″ E   |       |
| Sécheras                     | Ardèche                 | Auvergne-Rhône-Alpes       | Place Jeanne-d'Arc                                                          |                           | 45° 07′ 47″ N, 4° 46′ 13,6″ E |       |
| Maurines                     | Cantal                  | Auvergne-Rhône-Alpes       |                                                                             |                           | 44° 52′ 16″ N, 3° 05′ 09″ E   |       |
| Pouilly-les-Nonains          | Loire                   | Auvergne-Rhône-Alpes       | Près de l'église                                                            | Monument aux morts        |                               |       |
| Rosières                     | Haute-Loire             | Auvergne-Rhône-Alpes       | Place Jeanne-d'Arc                                                          | Fontaine                  | 45° 07′ 56″ N, 3° 59′ 13″ E   |       |
| Saint-Cyr-au-Mont-d'Or       | Rhône                   | Auvergne-Rhône-Alpes       | Jardin de l'Ermitage                                                        |                           |                               |       |
| Saint-Genis-Laval            | Rhône                   | Auvergne-Rhône-Alpes       |                                                                             | Disparue                  |                               |       |
| La Grange                    | Doubs                   | Bourgogne-Franche-Comté    |                                                                             | Monument aux morts        | 47° 16′ 50″ N, 6° 39′ 54″ E   |       |
| Blois-sur-Seille             | Jura                    | Bourgogne-Franche-Comté    | Place de la Mairie                                                          | Fontaine                  | 46° 44′ 55″ N, 5° 40′ 11″ E   |       |
| Pont-sur-Yonne               | Yonne                   | Bourgogne-Franche-Comté    | Église Notre-Dame                                                           |                           |                               |       |
| Sainte-Catherine-de-Fierbois | Indre-et-Loire          | Centre-Val de Loire        | Église Sainte-Catherine                                                     |                           |                               |       |
| La Porte du Der              | Haute-Marne             | Grand Est                  | Montier-en-Der, place Auguste-Lebon                                         |                           | 48° 28′ 40″ N, 4° 46′ 20″ E   |       |
| Saint-Urbain-Maconcourt      | Haute-Marne             | Grand Est                  | Sur la porte latérale de l'église Saint-Urbain                              | Peinte                    | 48° 24′ 01″ N, 5° 11′ 06″ E   |       |
| Mars-la-Tour                 | Meurthe-et-Moselle      | Grand Est                  | Place Jeanne-d'Arc. Carte postale de 1906.                                  |                           | 49° 05′ 55″ N, 5° 53′ 12″ E   |       |
| Noisy-le-Sec                 | Seine-Saint-Denis       | Île-de-France              | Place Jeanne-d'Arc                                                          | Monument aux morts        | 48° 53′ 23″ N, 2° 27′ 11″ E   |       |
| Presles                      | Val-d'Oise              | Île-de-France              | Salle Jeanne-d'Arc, rue Pierre-Brossolette                                  |                           | 49° 06′ 40″ N, 2° 16′ 49″ E   |       |
| Pennedepie                   | Calvados                | Normandie                  |                                                                             | Monument aux morts        | 49° 24′ 24″ N, 0° 10′ 37″ E   |       |
| La Chapelle-Gaudin           | Deux-Sèvres             | Nouvelle-Aquitaine         | Place de l'église                                                           | Monument aux morts        |                               |       |
| La Forêt-sur-Sèvre           | Deux-Sèvres             | Nouvelle-Aquitaine         | Allée des Saules                                                            |                           |                               |       |
| Le Tallud                    | Deux-Sèvres             | Nouvelle-Aquitaine         |                                                                             | Sur le monument aux morts | 46° 37′ 48″ N, 0° 17′ 50″ O   |       |
| Montigny                     | Deux-Sèvres             | Nouvelle-Aquitaine         | Sur la place de l'Église                                                    |                           |                               |       |
| Saint-Amand-sur-Sèvre,       | Deux-Sèvres             | Nouvelle-Aquitaine         | Sur la place Jeanne-d'Arc                                                   |                           | 46° 52′ 07″ N, 0° 47′ 40″ O   |       |
| Avignonet-Lauragais          | Haute-Garonne           | Occitanie                  | Rue du Couchant                                                             | Peinte                    | 43° 21′ 59″ N, 1° 47′ 17″ E   |       |
| Soudan                       | Loire-Atlantique        | Pays de la Loire           | Place Jeanne-d'Arc                                                          |                           | 47° 44′ 14″ N, 1° 18′ 22″ O   |       |
| Ampoigné                     | Mayenne                 | Pays de la Loire           | Au bord de la rue du Stade (RD 274), à côté de l'église Saint-Jean-Baptiste |                           |                               |       |
| Soleilhas                    | Alpes-de-Haute-Provence | Provence-Alpes-Côte d'Azur | Rue de la Fontaine                                                          | Fontaine, peinte          | 43° 51′ 24″ N, 6° 38′ 59″ E   |       |

### États-Unis
| Ville       | État       | Lieu                            | Notes | Coordonnées                   | Photo |
| ----------- | ---------- | ------------------------------- | ----- | ----------------------------- | ----- |
| Los Angeles | Californie | Pacific Alliance Medical Center |       | 34° 03′ 53″ N, 118° 14′ 20″ O |       |